# Gordon Hunt
Pour les articles homonymes, voir Hunt.
Gordon Hunt, né le 26 avril 1929 à Sherman Oaks et mort le 17 décembre 2016 à Los Angeles (Californie), est un réalisateur, acteur, producteur et scénariste américain. 

## Biographie
Il est le père d'Helen Hunt.

## Filmographie

### Comme réalisateur

#### Cinéma
- 1997 : Bugs Bunny's Funky Monkeys (vidéo)

#### Télévision
- 1989 : Coach (série TV)
- 1990 : Bill & Ted's Excellent Adventure (série TV)
- 1995 : Hudson Street (série TV)
- 1995 : Caroline in the City ("Caroline in the City") (série TV)
- 1997 : Fired Up ("Fired Up") (série TV)
- 1997 : Carol ("Alright Already") (série TV)
- 1998 : Un toit pour trois ("Two Guys, a Girl and a Pizza Place") (série TV)
- 1999 : Un homme à femmes (Ladies Man) (série TV)
- 2000 : Gundam Wing (Mobile Suit Gundam Wing) (série TV)

### Comme acteur
- 1984 : Les Jours et les nuits de China Blue (Crimes of Passion) : Group Leader
- 1985 : Waiting to Act : Acting coach Lars
- 1991 : Trancers II : Mustard Man
- 1993 : Hollyrock-a-Bye Baby (TV) (voix)

### Comme scénariste
- 1983 : Auf Wiedersehen, Pet (série télévisée)
- 1984 : Starring... the Actors

### Comme producteur
- 1984 : Starring... the Actors
- 1988 : First Impressions (série télévisée)